# Savannah (Fernsehserie)
Savannah ist eine US-amerikanische Fernsehserie mit Südstaatenflair. Die Serie spielt in der Stadt Savannah im US-Bundesstaat Georgia und lief von Januar 1996 bis Februar 1997 in den USA auf dem Sender The WB.

## Handlung
Savannah dreht sich rund um das Leben drei völlig unterschiedlicher Freundinnen, die sich seit Kindertagen kennen: Reese, das verwöhnte reiche Mädchen aus gutem Hause und Tochter des schwerreichen Unternehmers Edward Burton, Peyton, die durchtriebene Intrigantin und Tochter der Haushälterin Burtons, und Lane, die selbstlose Journalistin.
Reese Burton, die naive süße Unschuld und Daddys Liebling, steht kurz vor der Heirat ihrer Jugendliebe Travis. Außerdem will Reese künftig ihren eigenen Weg gehen, um nicht mehr auf das Geld ihres Vaters angewiesen zu sein.
Peyton Richards, die verbitterte Freundin, lebt durch den Haushälter-Job ihrer Mutter bei den Burtons und genießt jegliche Annehmlichkeiten. Reese und Peyton wachsen wie Schwestern auf. Trotzdem verachtet Peyton Reese insgeheim. Reese hat alles, Peyton gar nichts. Deshalb würde Peyton auch des Geldes wegen heiraten und verfolgt durchtriebene Pläne, wo es nur geht. Peyton ist eifersüchtig auf Reeses reiches behütetes Leben und wünscht sich nichts mehr, als selbst so zu leben. Für eine überraschende Wendung sorgt das Gerücht, wer Peytons Vater ist. Nach einem Intrigenspiel stellt sich dann heraus, dass Peyton die uneheliche Tochter Edward Burtons, des reichsten Mannes in Savannah, ist. Und somit die Schwester von Reese. Jetzt steht ihr dieser reiche Lebensstil auch zu, wie sie findet, und dafür ist Peyton jedes Mittel recht.
Lane McKenzie, die Savannah nach dem College verließ mit dem Ziel, eine erfolgreiche Journalistin in New York zu werden, kehrt zur Hochzeit des Jahres wieder zurück. Dort begegnet Lane auch dem Polizisten Dean, ihrer Jugendliebe zu High-School-Zeiten, und es funkt erneut zwischen den beiden.
Auftakt der Serie bildet der 2-teilige Pilotfilm, in dem die Hochzeit von Reese und ihrer Jugendliebe Travis stattfindet. Dass Travis eine Affäre mit Peyton hat, davon ahnt Reese nichts. Travis und Reese heiraten, jedoch versichert Travis Peyton, dass die Ehe nicht von Dauer sein wird. Da er genauso viel hat wie Peyton, nämlich nichts, heiratet er Reese nur des Geldes wegen. Jedoch verspricht Travis Peyton, dass er nach der Trennung sie heiraten will. Als freier reicher Mann hätten sie dann genügend Geld, um ein neues Leben in Luxus zu beginnen. Als Peyton realisiert, dass Travis nie vorhatte, Reese zu verlassen, ist sie außer sich. Peyton heuert ein Mädchen an, das sich als „Bunny“ ausgeben soll, der Spitzname, den Travis Peyton gab. Reese, überzeugt davon, dass Travis sie betrogen hat, kündigt die Scheidung an. Travis betrinkt sich, konfrontiert Peyton und fordert von ihr, Reese die Wahrheit zu sagen. Peyton fühlt sich in die Ecke gedrängt und schlägt Travis eine Flasche über den Kopf. Travis ist tot, und Peyton schafft seine Leiche in den Kofferraum ihres Autos, um sie zu beseitigen. Unterwegs platzt Peytons Reifen und der Polizist Dean, Lanes Jugendliebe, ist zufällig in der Nähe, um ihr zu helfen. Als Peyton zwecks Reservereifen den Kofferraum öffnen soll, in dem sich auch die Leiche befindet, ist diese verschwunden.
Es folgt eine Reihe von insgesamt 32 weiteren Episoden mit diversen Verwicklungen rund um Intrigen, Macht, Betrug, Geld, Sex und Liebe.

## Besetzung
| Rollenname                   | Schauspieler         | Hauptrolle (Staffel) | Nebenrolle/ Gastrolle (Staffel) | Synchronsprecher  |
| ---------------------------- | -------------------- | -------------------- | ------------------------------- | ----------------- |
| Reese Burton                 | Shannon Sturges      | 1.01–                |                                 |                   |
| Peyton Richards              | Jamie Luner          | 1.01–                |                                 | Katrin Zimmermann |
| Lane McKenzie                | Robyn Lively         | 1.01–                |                                 |                   |
| Travis Peterson/Nick Corelli | George Eads          | 1.01–                |                                 | Torsten Sense     |
| Edward Burton                | Ray Wise             | 1.01–                |                                 | Till Hagen        |
| Cassie Wheeler               | Alexia Robinson      | 2.01–                |                                 |                   |
| Dean Collins                 | David Gail           | 1.01–                |                                 |                   |
| Tom Massick                  | Paul Satterfield     | 1.01–                |                                 |                   |
| Veronica Koslowsky           | Beth Toussaint       | 1.01–                |                                 |                   |
| Lucille Richards             | Wendy Phillips       |                      | 1.01                            |                   |
| Eleanor Alexander Burton     | Mimi Kennedy         |                      | 1.01                            |                   |
| Vincent Massick              | David Lee Smith      |                      | 1.01                            | Peter Flechtner   |
| Brian Alexander              | Scott Thompson Baker |                      | 1.01                            |                   |
| Martin Corelli               | Denis Arndt          |                      | 1.01                            |                   |
| Det. Michael Wheeler         | Taurean Blacque      |                      | 1.01                            |                   |
| Det. Sam Lucas               | Russell Curry        |                      | 1.01                            |                   |

## Episodenliste
| Nr. (ges.) | Nr. (St.) | Deutscher Titel                  | Originaltitel                                      | Erstausstrahlung Vereinigte Staaten | Deutschsprachige Erstausstrahlung (D) |
| ---------- | --------- | -------------------------------- | -------------------------------------------------- | ----------------------------------- | ------------------------------------- |
| 1          | 1.01      | Pilot                            | Wedding Belle Blues                                | 21. Jan. 1996                       | 5. Jan. 1997                          |
| 2          | 1.02      | Pilot                            | Wedding Belle Blues (2)                            | 21. Jan. 1996                       | 5. Jan. 1997                          |
| 3          | 1.03      | Heiße Spiele                     | Sex, Pies & Videotape                              | 4. Feb. 1996                        | 12. Jan. 1997                         |
| 4          | 1.04      | Doppelmord                       | Who Killed Travis                                  | 11. Feb. 1996                       | 19. Jan. 1997                         |
| 5          | 1.05      | Böses Blut                       | The Purloined Letter                               | 18. Feb. 1996                       | 26. Jan. 1997                         |
| 6          | 1.06      | Bruderliebe                      | Where There’s Smoke, There’s Fire                  | 25. Feb. 1996                       | 2. Feb. 1997                          |
| 7          | 1.07      | Drum prüfe wer sich ewig bindet… | Information, Please                                | 3. März 1996                        | 9. Feb. 1997                          |
| 8          | 1.08      | Affären                          | Playing With The Enemy                             | 10. März 1996                       | 16. Feb. 1997                         |
| 9          | 1.09      | Schwarz auf Weiß                 | Prince of Lies                                     | 17. März 1996                       | 23. Feb. 1997                         |
| 10         | 1.10      | Schuldig bei Verdacht            | From Here To Paternity                             | 24. März 1996                       | 2. März 1997                          |
| 11         | 1.11      | Verdächtigungen                  | Creep Throat                                       | 31. März 1996                       | 9. März 1997                          |
| 12         | 1.12      | Auferstanden                     | The Truth, The Whole Truth & Nothing But The Truth | 7. Apr. 1996                        | 16. März 1997                         |
| 13         | 2.01      | Drohungen                        | Dead Man Walking                                   | 26. Aug. 1996                       | 23. März 1997                         |
| 14         | 2.02      | Perlen vor die Säue              | Pearls Before the Swine                            | 22. Sep. 1996                       | 30. März 1997                         |
| 15         | 2.03      | Juwelen                          | The Family Jewels                                  | 30. Sep. 1996                       | 6. Apr. 1997                          |
| 16         | 2.04      | Bilder lügen nicht               | A Picture Is Worth a Thousand Words                | 7. Okt. 1996                        | 13. Apr. 1997                         |
| 17         | 2.05      | Hauptgewinne                     | My Fair Ladies                                     | 14. Okt. 1996                       | 20. Apr. 1997                         |
| 18         | 2.06      | Liebesgeflüster                  | Vengeance Is Mine                                  | 21. Okt. 1996                       | 27. Apr. 1997                         |
| 19         | 2.07      | Brandstiftung                    | It’s A Mad, Mad, Mad, Mad Boat                     | 28. Okt. 1996                       | 4. Mai 1997                           |
| 20         | 2.08      | Dichtung und Wahrheit            | Burn, Baby, Burn                                   | 4. Nov. 1996                        | 11. Mai 1997                          |
| 21         | 2.09      | Das Tagebuch                     | Diary Of a Mad, Rich Wife                          | 11. Nov. 1996                       | 18. Mai 1997                          |
| 22         | 2.10      | Das Vermächtnis                  | Good Golly, Aunt Lottie                            | 18. Nov. 1996                       | 25. Mai 1997                          |
| 23         | 2.11      | Zwischen den Stühlen             | The Battle Of Midway                               | 25. Nov. 1996                       | 1. Juni 1997                          |
| 24         | 2.12      | Spät gefreit ist halb gewonnen   | It’s Never Too Late                                | 2. Dez. 1996                        | 8. Juni 1997                          |
| 25         | 2.13      | Mörderische Schatten             | True Love Never Dies                               | 9. Dez. 1996                        | 15. Juni 1997                         |
| 26         | 2.14      | Der schönste Tag im Leben        | Get Me To The Church On Time                       | 16. Dez. 1996                       | 22. Juni 1997                         |
| 27         | 2.15      | Ausgetrickst                     | Dressed To Shill                                   | 6. Jan. 1997                        | 29. Juni 1997                         |
| 28         | 2.16      | Champagnerrausch                 | Every Picture Tells A Story                        | 13. Jan. 1997                       | 6. Juli 1997                          |
| 29         | 2.17      | Der Morgen danach                | The Morning After                                  | 20. Jan. 1997                       | 13. Juli 1997                         |
| 30         | 2.18      | Zwischen Vater und Sohn          | The Gal To Marry Dear Old Dad                      | 3. Feb. 1997                        | 20. Juli 1997                         |
| 31         | 2.19      | Mit allen Mitteln                | Code Blue                                          | 10. Feb. 1997                       | 27. Juli 1997                         |
| 32         | 2.20      | Wie gewonnen, so zerronnen       | Where There’s a Will…                              | 17. Feb. 1997                       | 3. Aug. 1997                          |
| 33         | 2.21      | Nichts als Ärger                 | Oh No, Mr. Bill                                    | 24. Feb. 1997                       | 10. Aug. 1997                         |
| 34         | 2.22      | Aus der Traum                    | I Don’t                                            | 24. Feb. 1997                       | 10. Aug. 1997                         |